# Svatý Jiří Vítězný
Svatý Jiří Vítězný je investiční mince vydávaná centrální bankou Ruska. První ražba této mince byla vydána ve zlatě v nominální hodnotě 50 Ruský rublů dne 1. února 2006. Od roku 2009 byla ražena také stříbrná varianta této mince o hmotnosti jedné trojské unce s nominální hodnotou třech rublů. Prvního srpna 2012 byly vydány mince v "Proof" (sběratelské kvalitě) s nominálními hodnotami 50 a 100 rublů. Mince Svatý Jiří Vítězný je mince, která je ze všech ruských investičních mincí nejvíce rozšířena.

Parametry mincí:
| Jmenovitá hodnota | Kvalita               | Kov, ryzost      | Celková hmotnost, g | Hmotnost drahého kovu      | Průměr, mm    | Tloušťka, mm | Vydána v letech | Vyraženo, ks (k 21.01.2013) |
| ----------------- | --------------------- | ---------------- | ------------------- | -------------------------- | ------------- | ------------ | --------------- | --------------------------- |
| 100 rublů         | "Proof" (Sběratelská) | Zlato 999/1000   | 15,72 (±0,15)       | 15,55 (≈ 1/2 trojské unce) | 30,0 (±0,25)  | 1,7 (±0,20)  | 2012            | 10 000                      |
| 50 rublů          | "Proof" (Sběratelská) | Zlato 999/1000   | 7,89 (±0,10)        | 7,78 (≈ 1/4 trojské unce)  | 22,60 (±0,15) | 1,60 (±0,20) | 2012            | 10 000                      |
| 50 rublů          | Standardní neoběžná   | Zlato 999/1000   | 7,89 (±0,10)        | 7,78 (≈ 1/4 trojské unce)  | 22,60 (±0,15) | 1,60 (±0,20) | 2006-2010, 2013 | 3 980 000                   |
| 3 rubly           | Standardní neoběžná   | Stříbro 999/1000 | 31,5 (±0,35)        | 31,1 (≈ 1 trojské unce)    | 39 (±0,3)     | 3,1 (±0,35)  | 2009-2010       | 780 000                     |

## Historie mince
Během první desetiletky 21. století začaly v trezorech centrální banky ruské federace docházet zásoby zlatých dukátů nazývajících se Sejatěl «Сеятель», a proto bylo rozhodnuto o vydání nové zlaté investiční mince. Touto mincí byl Svatý Jiří Vítězný, který byl puštěn do oběhu v únoru roku 2006 v počtu 150 000 vyražených kusů. Vzhledem k velkým požadavkům bylo rozhodnuto o doražbě v počtu 500 000 ks v roce 2008 a 630 000 ks v roce 2009. Zlatá mince Svatý Jiří Vítězný byla ražena každoročně v letech 2006 až 2010 a poté v roce 2013. V tomto roce (2013) byl na lícové straně mince vyražen letopočet 2012. Této mince se ze všech ruských mincí razí nejvíce. Na ražbu těchto mincí bylo dosud použito 27060 kg zlata.
V letech 2009 a 2010 byla národní bankou ruska vydávána stříbrná mince Jiří s nominální hodnotou 3 rubly a hmotností jedné trojské unce..
Známé zlaté mince Svatý Jiří Vítězný s jmenovitou hodnotou 50 rublů, na kterých se v průběhu skladování objevila místy patina a stopy oxidace, se považují za chybu ražby mincovny v Petrohradu..
Mince byly v každém roce, kdy byly raženy, raženy ve dvou mincovnách – v Moskvě a v Petrohradu (lze rozlišit symbolem MMD ("ММД") a SPMD ("СПМД") na lícní straně.
Roku 2011 nebyly mince Svatý Jiří Vítězný raženy. Byly vydávány zlaté a stříbrné obdélníkové mince (jako malé slitky) se stejnými nominálními hodnotami. Program pokračuje vydávání pamětních investičních mincí věnovaných tématu zimních olympijských her (2012-2014).

## Galerie

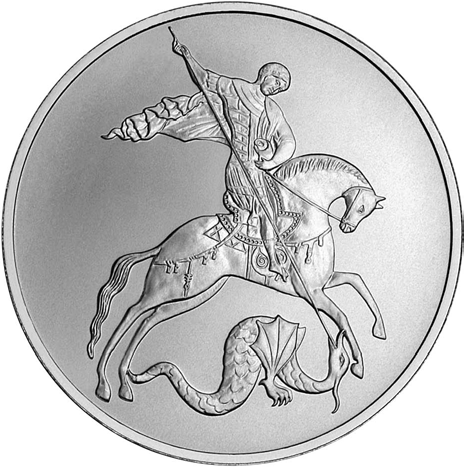
Svatý Jiří na koni vítězí nad drakem.

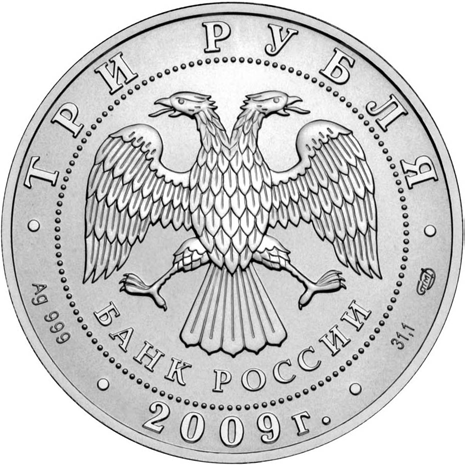
Emblém banky ruska a nominální hodnota

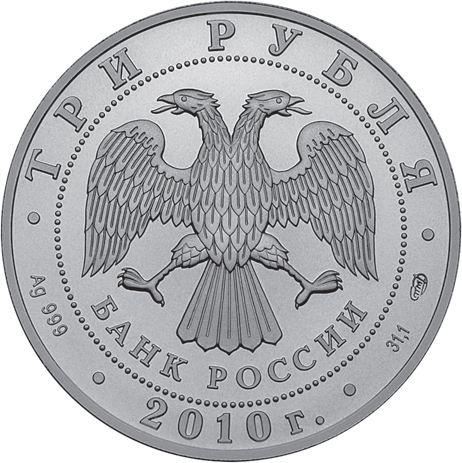
Emblém banky ruska a nominální hodnota